# Hoplotarache ruffinellii
Hoplotarache ruffinellii är en fjärilsart som beskrevs av Ceslau Maria de Biezanko 1959. Hoplotarache ruffinellii ingår i släktet Hoplotarache och familjen nattflyn. Inga underarter finns listade i Catalogue of Life.